# ليمستون كريك (فلوريدا)
ليمستون كريك (بالإنجليزية: Limestone Creek CDP, Florida)‏ هي منطقة سكنية تقع بولاية فلوريدا في الولايات المتحدة. تبلغ مساحتها 1.2 كم2، وترتفع عن سطح البحر 3 م، بلغ عدد سكانها 1,014 نسمة في عام 2010 حسب إحصاء مكتب تعداد الولايات المتحدة وتصل الكثافة السكانية فيها 845 نسمة لكل كيلومتر مربع (2,188.5/ميل2).

## التركيبة السكانية
حدّد مكتب تعداد الولايات المتحدة بيانات التركيبة السكانية لليمستون كريك في تعداد الولايات المتحدة. في ما يلي، التركيبة السكانية حسب تعدادي 2000 و2010.

### تعداد عام 2000
بلغ عدد سكان ليمستون كريك 569 نسمة بحسب تعداد عام 2000، وبلغ عدد الأسر 157 أسرة وعدد العائلات 125 عائلة مقيمة في المنطقة السكنية. في حين سجلت الكثافة السكانية 474.2 نسمة لكل كيلومتر مربع (1,228.2/ميل2). وبلغ عدد الوحدات السكنية 166 وحدة بمتوسط كثافة قدره 138.3 لكل كيلومتر مربع (358.2/ميل2).
وتوزع التركيب العرقي للمنطقة السكنية بنسبة 17.22% من البيض و77.33% من الأمريكيين الأفارقة و0.18% من الأمريكيين الأصليين و1.05% من الأمريكيين ذوي الأصول الآسيوية و1.76% من الأعراق الأخرى و2.46% من عرقين مختلطين أو أكثر و9.49% من الهسبانيون أو اللاتينيون من أي عرق.
بلغ عدد الأسر 157 أسرة كانت نسبة 61.8% منها لديها أطفال تحت سن الثامنة عشر تعيش معهم، وبلغت نسبة الأزواج القاطنين مع بعضهم البعض 42% من أصل المجموع الكلي للأسر، ونسبة 31.2% من الأسر كان لديها معيلات من الإناث دون وجود شريك،  بينما كانت نسبة 6.4% من الأسر لديها معيلون من الذكور دون وجود شريكة وكانت نسبة 20.4% من غير العائلات. تألفت نسبة 15.9% من أصل جميع الأسر من عدة أفراد يعيشون في نفس المنزل ونسبة 3.8% كانت تتألف من شخص يعيش بمفرده يبلغ من العمر 65 عاماً أو أكثر. وبلغ متوسط حجم الأسرة المعيشية 3.62، أما متوسط حجم العائلات فبلغ 4.02.
بلغ العمر الوسطي للسكان 27.6 عاماً. وكانت نسبة 38.8% من القاطنين تحت سن الثامنة عشر، وكانت نسبة 7.7% بين الثامنة عشر والرابعة والعشرين عاماً، ونسبة 29.9% كانت واقعةً في الفئة العمرية ما بين الخامسة والعشرين والرابعة والأربعين عاماً، ونسبة 16.3% كانت ما بين الخامسة والأربعين والرابعة والستين، ونسبة 7.2% كانت ضمن فئة الخامسة والستين عاماً فما فوق. يوجد لكل 100 أنثى 96.2 ذكر، ويوجد لكل 100 أنثى في الثامنة عشر من عمرها فما فوق 81.2 ذكر.
بلغ متوسط دخل الأسرة في المنطقة السكنية 31,125 دولارًا، أما متوسط دخل العائلة فبلغ 30,875 دولارًا. وكان متوسط دخل الذكور 33,239 دولارًا مقابل 22,750 دولارًا للإناث. وسجل دخل الفرد الخاص بالمنطقة السكنية 12,195 دولارًا. وكانت نسبة 7% من العائلات ونسبة 8.5% من السكان تحت خط الفقر، وكان من هؤلاء نسبة 6.1% تحت سن الثامنة عشر ونسبة 34.5% في الخامسة والستين من العمر وما فوق.

### تعداد عام 2010
بلغ عدد سكان ليمستون كريك 1,014 نسمة بحسب تعداد عام 2010، وبلغ عدد الأسر 286 أسرة وعدد العائلات 233 عائلة مقيمة في المنطقة السكنية. في حين سجلت الكثافة السكانية 845 نسمة لكل كيلومتر مربع (2,188.5/ميل2). وبلغ عدد الوحدات السكنية 319 وحدة بمتوسط كثافة قدره 265.8 لكل كيلومتر مربع (688.4/ميل2).
وتوزع التركيب العرقي للمنطقة السكنية بنسبة 23.27% من البيض و61.83% من الأمريكيين الأفارقة و0.69% من الأمريكيين الأصليين و1.38% من الأمريكيين ذوي الأصول الآسيوية و9.47% من الأعراق الأخرى و3.35% من عرقين مختلطين أو أكثر و18.44% من الهسبانيون أو اللاتينيون من أي عرق.
بلغ عدد الأسر 286 أسرة كانت نسبة 58.7% منها لديها أطفال تحت سن الثامنة عشر تعيش معهم، وبلغت نسبة الأزواج القاطنين مع بعضهم البعض 42.7% من أصل المجموع الكلي للأسر، ونسبة 30.8% من الأسر كان لديها معيلات من الإناث دون وجود شريك،  بينما كانت نسبة 8% من الأسر لديها معيلون من الذكور دون وجود شريكة وكانت نسبة 18.5% من غير العائلات. تألفت نسبة 11.5% من أصل جميع الأسر من عدة أفراد يعيشون في نفس المنزل ونسبة 2.8% كانت تتألف من شخص يعيش بمفرده يبلغ من العمر 65 عاماً أو أكثر. وبلغ متوسط حجم الأسرة المعيشية 3.55، أما متوسط حجم العائلات فبلغ 3.79.
بلغ العمر الوسطي للسكان 28.7 عاماً. وكانت نسبة 33.7% من القاطنين تحت سن الثامنة عشر، وكانت نسبة 10% بين الثامنة عشر والرابعة والعشرين عاماً، ونسبة 32.8% كانت واقعةً في الفئة العمرية ما بين الخامسة والعشرين والرابعة والأربعين عاماً، ونسبة 18.4% كانت ما بين الخامسة والأربعين والرابعة والستين، ونسبة 5% كانت ضمن فئة الخامسة والستين عاماً فما فوق. وتوزع التركيب الجنسي للسكان بنسبة 51.3% ذكور و48.7% إناث.